# Odobenini
Odobenini – plemię ssaków płetwonogich z podrodziny Odobeninae w obrębie rodziny morsowatych (Odobenidae).

## Podział systematyczny
Do plemienia należy jeden występujący współcześnie rodzaj:
- Odobenus Brisson, 1762 – mors – jedynym żyjącym współcześnie przedstawicielem jest Odobenus rosmarus (Linnaeus, 1758) – mors arktyczny

Opisano również rodzaje wymarłe:
- Ontocetus Leidy, 1859[23] – jedynym przedstawicielem był Ontocetus emmonsi Leidy, 1859
- Protodobenus Horikawa, 1994[24] – jedynym przedstawicielem był Protodobenus japonicus Horikawa, 1994
- Valenictus E.D. Mitchell, 1961[25]